# Simandraolo Oou
Simandraolo Oou is een bestuurslaag in het regentschap Nias Selatan van de provincie Noord-Sumatra, Indonesië. Simandraolo Oou telt 680 inwoners (volkstelling 2010).